# Girls' Generation II ~Girls & Peace~
Girls' Generation II ~Girls & Peace~ is het tweede Japanse album van de Zuid-Koreaanse meidengroep Girls' Generation, dat op 28 november 2012 door Nayutawave Records werd uitgebracht. Girls & Peace is het eerste album dat weer wordt uitgegeven met alle negen leden sinds hun derde Koreaanse studioalbum The Boys (2011), nadat de groep had besloten om soloactiviteiten te ondernemen in Zuid-Korea, waarvan de subgroep Girls' Generation-TTS de eerste creatie was.

## Singles
"Paparazzi" was uitgegeven als de eerste single op 26 juni 2012. Het nummer behaalde de nummer 1-positie in de Japan Hot 100 en de nummer 2 in de Oricon Weekly Chart. In de eerste week werd het nummer meer dan 92.000 keer verkocht. "Paparazzi" werd op 16 augustus 2012 ook uitgegeven in Zuid-Korea.
"Oh! / All My Love Is For You" kwam als tweede single uit, uitgegeven op 26 september 2012. De single bevat een Japanse remake van "Oh!" (2010), en het originele Japanse liedje "All My Love Is for You", dat ook verschijnt op het album. Met de single "Oh! / All My Love Is For You" behaalde de groep weer een nummer 1-positie in de Japan Hot 100 en ditmaals ook in de Oricon Weekly Chart.
"Flower Power" werd uitgegeven als de derde single op 21 november 2012. De single stond eigenlijk gepland voor 14 november, maar werd uitgesteld naar 21 november vanwege productiefouten. De single bevat ook een B-kant met de titel "Beep Beep", dat niet op het album zal verschijnen. De single werd uiteindelijk toch op de geplande datum uitgebracht, als een download. De single behaalde niet hetzelfde succes als de vorige twee, het behaalde slechts nummer 25 in de Japan Hot 100 In de eerste week na de uitgave werden er duizend exemplaren van verkocht.

## Tracklist
| Nr. | Titel                  | Schrijver(s)                                                      | Producer(s)                   | Duur |
| --- | ---------------------- | ----------------------------------------------------------------- | ----------------------------- | ---- |
| 1.  | Flower Power           | Johan Gustafson, Fredrik Häggstam, Sebastian Lundberg             | Trinity                       | 3:18 |
| 2.  | Animal                 | Hank Solo, Tom Aeio, Erik Nyholm, Eric Palmqwist                  | Erik Nyholm                   |      |
| 3.  | I'm a Diamond          | Dapo Torimiro, Priscilla Hamilton, H.U.B.                         | Dapo Torimiro                 |      |
| 4.  | Reflection             | Lars Halvor Jensen, Martin Michael Larsson, Zac Poor              | DEEKAY                        |      |
| 5.  | Stay Girls             | Sebastian Thott, Andreas Oberg, Melanie Fontana, Kenn Kato        | Sebastian Thott               |      |
| 6.  | T.O.P                  | Allan Eshuijs, Kalle Engstrom                                     | Allan Eshuijs, Kalle Engstrom |      |
| 7.  | BOOMERANG              | Charlie Mason                                                     | Charlie Mason                 |      |
| 8.  | Oh! (Japanese Version) | Kenzie, Nozomi Maezawa, Kim Jungbae, Kim Younghu                  | Kenzie                        | 3:09 |
| 9.  | All My Love Is for You | Junji Ishiwatari, Sebastian Thott, Didrik Thott, Robin Lerner     | Sebastian Thott               | 3:43 |
| 10. | Paparazzi              | Fredrik Thomander, Johan Becker, Junji Ishiwatari                 | Miles Walker                  | 3:47 |
| 11. | Girls & Peace          | Anne Judith Wik, Ronny Svendsen, Nermin Harambasic, Robin Jenssen | Dsign Music                   |      |
| 12. | Not Alone              | Erik Nyholm, Patrick Hamilton                                     | Erik Nyholm, Patrick Hamilton |      |

| Nr. | Titel                                      | Duur |
| --- | ------------------------------------------ | ---- |
| 1.  | Paparazzi (muziekvideo)                    | 6:37 |
| 2.  | Oh! (muziekvideo)                          | 4:11 |
| 3.  | All My Love Is for You (muziekvideo)       | 4:07 |
| 4.  | Flower Power (muziekvideo)                 | 3:42 |
| 5.  | Paparazzi (muziekvideo (Gold Version))     | 3:57 |
| 6.  | Oh! (muziekvideo (Dance Version))          | 3:12 |
| 7.  | Flower Power (muziekvideo (Dance Version)) | 3:23 |

| Nr. | Titel                                | Duur |
| --- | ------------------------------------ | ---- |
| 1.  | Paparazzi (muziekvideo)              | 6:37 |
| 2.  | Oh! (muziekvideo)                    | 4:11 |
| 3.  | All My Love Is For You (muziekvideo) | 4:07 |
| 4.  | Flower Power (muziekvideo)           | 3:42 |